# Gustav Johannsen

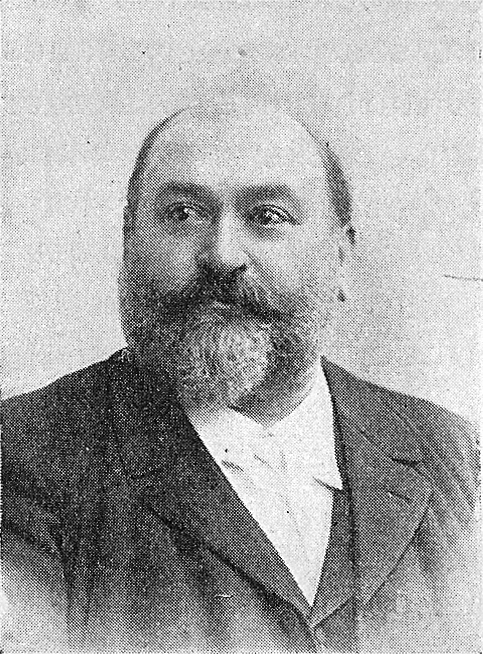
Gustav Johannsen

Gustav Henrik Jøns Johannsen (* 2. August 1840 in Gunneby; † 25. Oktober 1901 in Flensburg) war Lehrer, Zeitungsherausgeber und Mitglied des Deutschen Reichstags.

## Leben
Johannsen besuchte bis zur Konfirmation die Volksschule und später das Lehrer-Seminar in Tondern. Darauf legte er am Soeborgs Seminarium in Kopenhagen das Lehrerexamen ab. Von 1861 bis 1864 war er Lehrer im Herzogtum Schleswig. Nach der Besetzung Schleswigs durch Preußen wurde er 1864 entlassen. Danach war er Buchhändler in Flensburg und von 1869 bis 1882 Herausgeber der dänischen Tageszeitung Flensborg Avis. Von 1889 an war er Mitherausgeber der wissenschaftlich-politischen Zeitschrift Sønderjydske Aarbøger. Weiter war er Gründer und Direktor der Spare- og Lånekassen for Flensborg og Omegn (zu deutsch: Spar- und Leihkasse Flensburg und Umgebung, heute Union-Bank AG) und von 1897 an Hofbesitzer in Aagaard bei Flensburg. Außerdem war er Stadtverordneter, Kirchenältester und Mitglied der Propstei-Synode für die Propstei Flensburg.
Von 1881 bis 1884 und von 1886 bis zu seinem Tode war er Mitglied des Deutschen Reichstags für die dänische Minderheit, außerdem war er von 1888 bis zu seinem Tode Mitglied des Preußischen Abgeordnetenhauses.

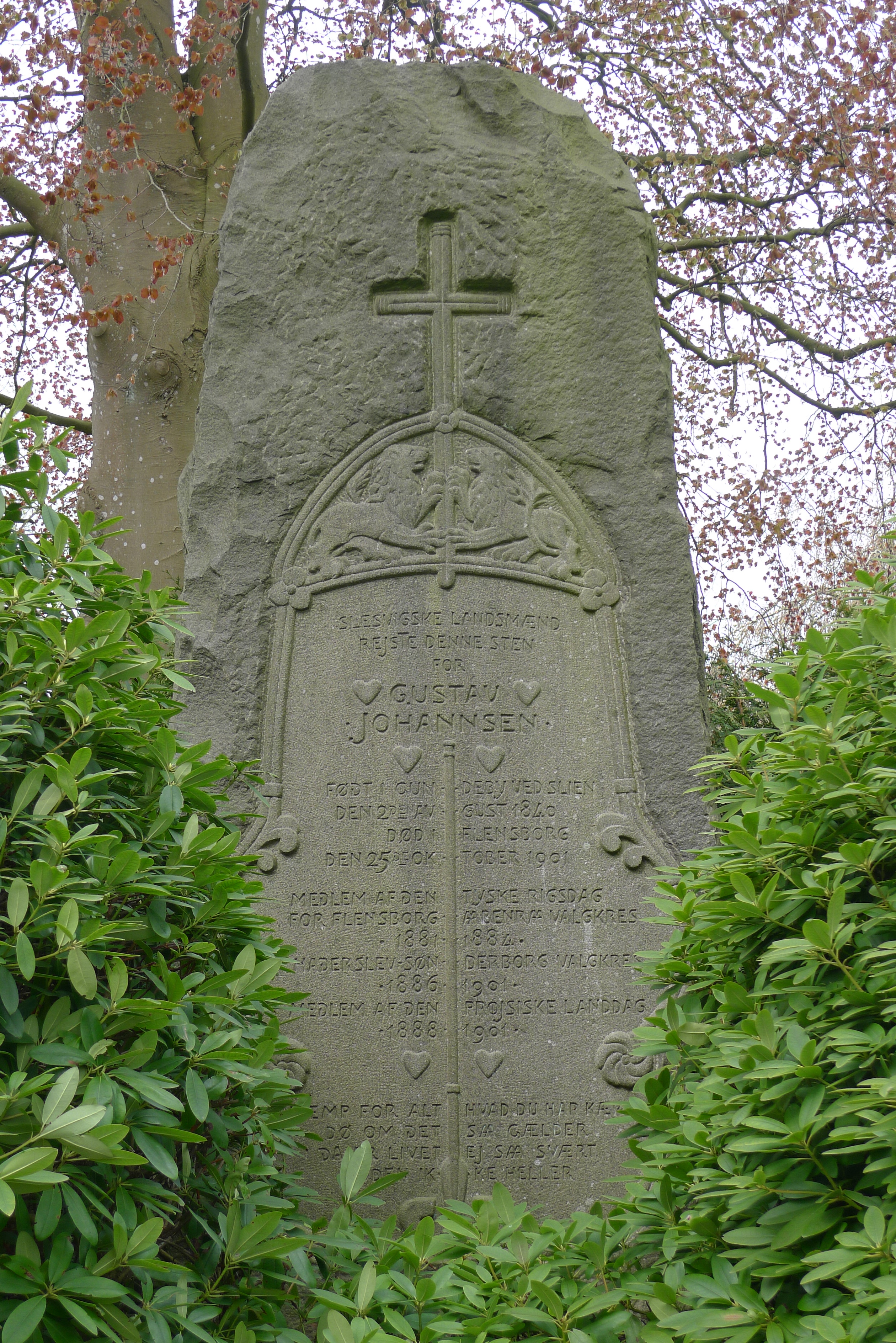
Grabstein für Gustav Johannsen auf dem Mühlenfriedhof in Flensburg

Johannsen starb am 25. Oktober 1901 nach schwerer Krankheit. In Flensburg ist die Gustav Johannsen-Skolen, eine dänische Schule, nach ihm benannt.